# ترافيس دودسون
ترافيس دودسون (بالإنجليزية: Travis Dodson)‏ هو متزحلق أمريكي، ولد في 14 أكتوبر 1985.

## روابط خارجية
- ترافيس دودسون على موقع Paralympic.org (الإنجليزية)
- ترافيس دودسون على موقع اللجنة الأولمبية والبارالمبية الأمريكية (الإنجليزية)